# Folger Rock
Der Folger Rock ist ein Klippenfelsen im Archipel der Südlichen Shetlandinseln. Er liegt 4 km nördlich des Harmony Point nordwestlich von Nelson Island.
Das UK Antarctic Place-Names Committee benannte ihn 1961 nach Tristan Folger, Kapitän des US-amerikanischen Robbenfängers William and Nancy aus Nantucket, der zwischen 1820 und 1821 in der nahegelegenen Harmony Cove operierte.